# Koula (Vidin)
Koula (en bulgare : Кула) est une ville située dans le nord-ouest de la Bulgarie.

## Géographie
La ville de Koula est située à l'extrémité nord-ouest de la Bulgarie, à 200 km au nord-nord-ouest de Sofia.
La ville est le chef-lieu de la commune de Koula, qui fait partie de la région de Vidin.
Koula est une ville située dans le nord-ouest de la Bulgarie, le centre administratif de la municipalité de Koula, dans le district de Vidin. La ville est la troisième plus grande du district après Vidin et Belogradchik.
Les cinq grands bassins hydrographiques de la région, le fonds forestier et la variété du gibier déterminent de bonnes conditions pour la chasse et la pêche. À 13 km de Kula à la frontière se trouve le site naturel protégé "Vrashka Chuka" avec des espèces végétales uniques, qui attire également les amoureux de la nature. Le site naturel unique "Vrashka Chuka" est classé dans "Zone protégée" afin de préserver la seule localité au monde des espèces végétales rares - Erantis bulgare, et des espèces protégées : agropyre violet foncé, crocus Thomas, absinthe de Pontian, chicorée, fenêtre de romarin tilleul, etc. Le site est situé à la frontière avec la Serbie sur une colline montagneuse d'une superficie totale de 67,6 ha.
Dans la ville de Kula, il y a une maison touristique avec des salles d'exposition, où deux expositions sont organisées - une collection ethnographique de costumes et d'articles ménagers de la région de Kula et la galerie d'art de la ville. Disponible pour les sports et les loisirs sont: complexe sportif avec piscine et court de tennis, terrains de sport et stade.

## Histoire

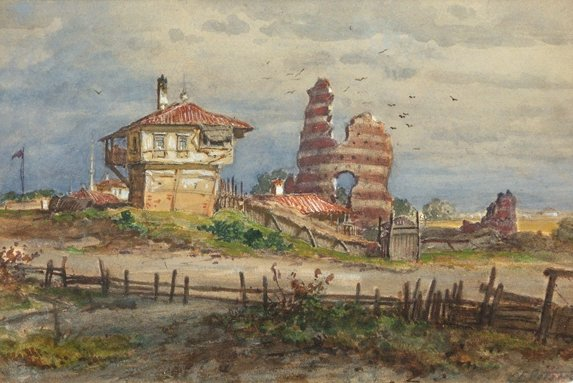
The ruins near Kula by Felix Kanitz

La Bulgarie commence avec Kula. Car c'est la première colonie à entrer dans le pays par l'ouest, via la Serbie. La frontière est à environ 10 km, et après le col de Vrashka Chuka, il y a une route qui atteint la ville voisine de Zajecar.
Kula est une petite ville d'environ 3 000 habitants. Mais il a une histoire riche. Ses débuts remontent à l'époque des Thraces et des Romains. Les premiers colons ont dû être très perspicaces en s'installant à un endroit stratégique - à côté du bas col de Stara Planina "Vrashka Chuka" et à seulement 30 km de la grande ville sur le Danube. C'est à cause de Bononia à la Tour que les Romains ont construit une forteresse pour défendre leur ville et la route de Nis. Dans les chroniques, il est connu sous le nom de "Castra Martis". Depuis de nombreuses années, les scientifiques se demandent s'il s'agit de la forteresse de Kula ou d'une autre. Mais les habitants l'ont longtemps appelé par ce nom.
Castra Martis est située au centre de la ville et la route de Vidin au poste frontière de Vrashka Chuka passe par elle. Les Bulgares et les étrangers qui voyagent dans les deux sens s'arrêtent souvent pour voir la forteresse.
"Castra Martis" a été construit comme une structure défensive de Bononia au IIIe – IVe siècle apr. J.-C. Il est associé au nom de l'empereur Dioclétien. La forteresse était entourée de hautes tours, dont l'une est conservée avec une hauteur de 16 m. En 337, l'empereur Gratien la franchit pour se rendre en Thrace. Sa destruction a commencé avec les Huns en 408. Il subit également des destructions lors des invasions gothiques, mais fut achevé par les Avars en 586-587. Castra Martis est devenue un symbole de l'effondrement de l'Empire romain. Il a cessé d'exister pendant plusieurs siècles.
La fortification, partiellement restaurée, fut à nouveau utilisée au XIIIe – XIVe siècle pour défendre le royaume féodal de Vidin. La forteresse a subi une restauration partielle en 1962 et 2007. L'année dernière, seul le bâtiment du musée a été rénové.
Dans les années 1970, l'ethnographe et archéologue hongrois Felix Kanitz a mentionné pour la première fois l'emplacement de la forteresse de Castra Martis. Des années plus tard, la science moderne a confirmé son hypothèse.

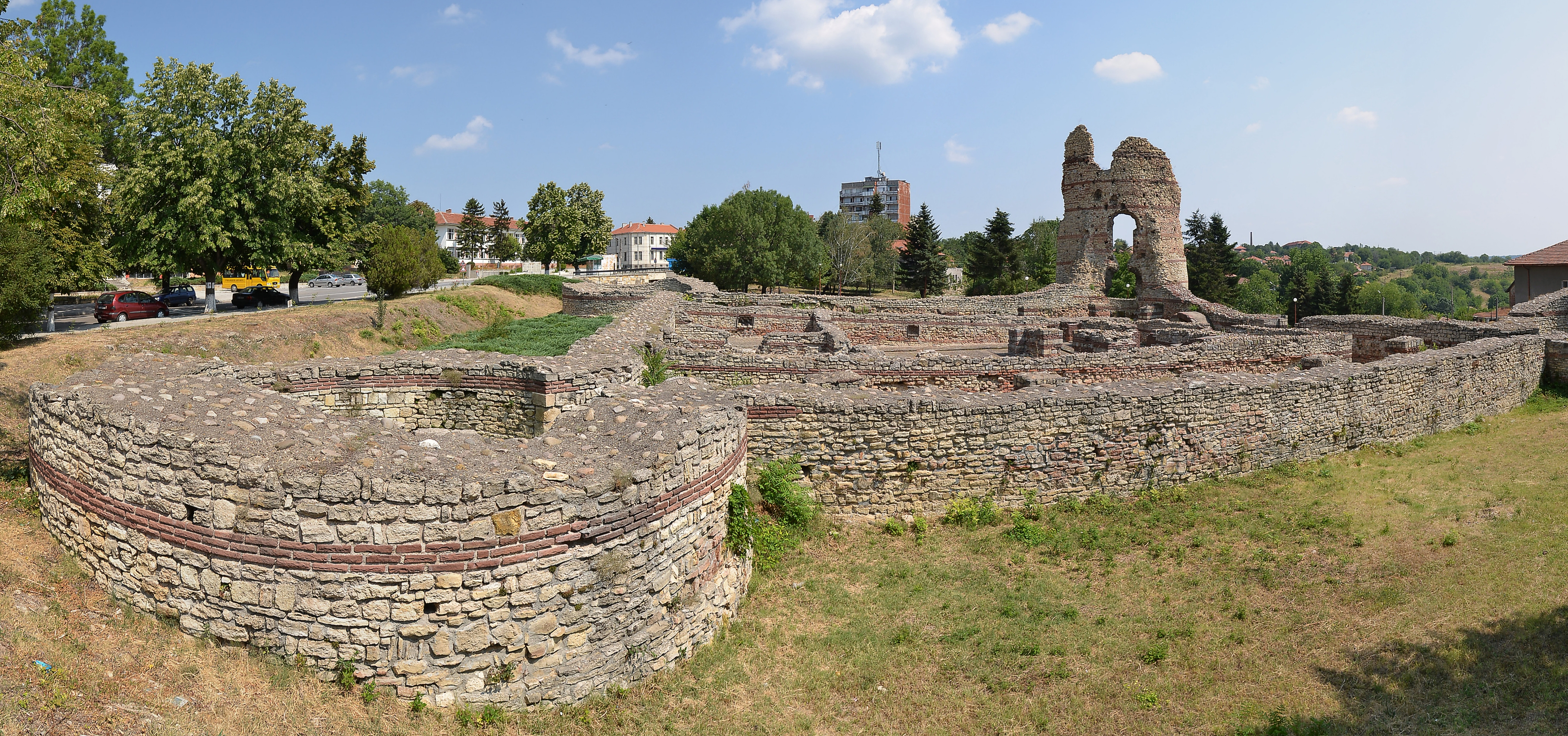

Après avoir conquis les terres entre les montagnes des Balkans et le Danube au Ier siècle et les avoir incorporées dans la province de Mésie, les Romains ont commencé à construire le Danube Limes (la frontière de l'Empire romain sur le Danube avec le système de fortification adjacent qui formait le bouclier défensif extérieur ). Le centre principal de la région de Belgrade est Ratiaria (latin : Colonia Ulpia Ratiaria), à 2 km du village actuel d'Archar. À cette époque une petite unité militaire était implantée à Bononia (Vidin).On pense que la forteresse de Castra Martis a été construite par l'empereur Dioclétien à la fin du IIIe et au début du IVe siècle dans le but de garder la route de Bononia à Singidunum (Belgrade). En 377, l'empereur Gratien traversa la forteresse avec ses troupes en route vers la Thrace, et en 408, la forteresse fut brièvement capturée par le chef hun Uldis. Au Ve siècle, la fortification fut reconstruite par l'empereur Justinien I (527-565), mais vingt ans plus tard, elle fut à nouveau détruite à la suite des invasions avares. Des siècles plus tard, la fortification a été utilisée par les Bulgares pour défendre le royaume de Vidin.
Castra Martis est située sur le versant sud escarpé au-dessus de la gorge de la rivière Voinishka, au centre de la ville de Kula. Les fouilles archéologiques montrent que la forteresse était construite en deux parties - un château et un quadribourg (une fortification carrée mesurant 40x40 mètres et quatre tours rondes d'un diamètre de 12,5 mètres). Le camp militaire était situé au sud de Quadriburgia. Probablement à l'époque de Constantin le Grand (306-337) et de ses successeurs, il était entouré de murs de 4 mètres d'épaisseur.
Les murs du quadriburgia sont conservés à une hauteur moyenne de 2 mètres au-dessus du niveau du sol, et la tour sud-est est conservée jusqu'à l'impressionnante 16,30 m.La fortification ne pouvait être entrée que par le sud, où se trouve sa porte. Probablement à la fin du IVe siècle, la sécurité de la porte est renforcée par la construction d'un autre mur plus étroit distant de 3,30 m du premier.
Par la porte, vous entrez dans une cour ouverte avec une échelle qui menait à la plate-forme de bataille des murs de la forteresse. Ils s'élevaient à une hauteur de 10 mètres et se terminaient par des meurtrières étroites. Le même escalier menait au deuxième étage. Le bâtiment central de la fortification est construit jusqu'au mur nord de la forteresse. Au milieu se trouve une cour avec un puits. Autour de la cour se trouvent des chambres à deux étages appartenant probablement au commandant de Castro Martis. La grande salle au nord de la cour avait des fonctions particulières. On pense que les drapeaux de bataille de l'armée y ont été conservés et que l'état-major s'est réuni.
Le château a la forme d'un quadrilatère irrégulier, défendu par 7 tours polygonales et s'étend sur 15,5 décares. Lors de sa construction, son plan était conforme à la nature du terrain et au quadribourg déjà existant. Les fondations d'un bain romain ont été découvertes au nord-ouest de la forteresse.
Puis la commune procède à une deuxième ouverture de la collection du musée. La première date de 1981. En 1990, le musée de la forteresse a été abandonné et les expositions ont été transférées au musée Vidin. Ainsi, jusqu'à l'année dernière, lorsque l'ancien bâtiment a été formé, une salle d'exposition moderne, un atelier d'artisanat, des salles pour les guides et la sécurité. La façade a été rénovée et les personnes handicapées peuvent accéder au bâtiment. À l'intérieur sont à nouveau exposés des poteries anciennes, des plaques de marbre, des statues, des armes, des bijoux, des pièces de monnaie, des flèches, des lances, des objets ménagers trouvés lors des fouilles dans la forteresse les années précédentes. Un guide raconte déjà l'histoire de la forteresse de pierre.
À Kula, les visiteurs peuvent également voir une maison ethnographique intéressante. Des articles ménagers sont exposés dans une ancienne maison des Balkans appartenant à l'ancien maire de Kula, Kircho Yonchev. Les objets exposés ont été rassemblés par l'historien local Emil Dichev depuis 2010. Les habitants des villes et des villages ont apporté leurs propres vieilles choses, qu'ils n'ont pas utilisées depuis longtemps, mais gardent en souvenir de leurs prédécesseurs. C'est ainsi que 1000 objets exposés sont collectés. Le plus ancien est un chromel - un moulin à grain manuel. Il a été produit à la fin du XVIIe siècle. Dans l'une des pièces sont exposés les biens du propriétaire de la maison - le maire Yonchev. C'est une pièce typique de la ville, explique Dichev.
Au bout du monde, mais Kula a donné naissance à des personnages célèbres en Bulgarie. La ville est le lieu de naissance des artistes Alexander Poplilov et Yordan Geshev, de l'écrivain Yordan Valchev, du Premier ministre Dimitar Popov, du ministre de l'Intérieur Mihail Mikov.
La maison natale du professeur Alexander Poplilov a été transformée en galerie d'art. Il a été fourni à la municipalité par l'épouse de l'artiste après son décès. Sa collection se compose de plusieurs peintures de Poplilov et Geshev. Les travaux des étudiants du professeur de l'Académie des Arts, où il était recteur et conférencier, prédominent. En 2018, un groupe d'entre eux a peint pendant quelques jours près de Kula à l'occasion du 100e anniversaire de leur professeur, peintre et illustrateur. Chaque année, la municipalité organise des plein airs avec la participation d'artistes de Bulgarie et de Serbie. Chaque artiste laisse un tableau dans la galerie. Kula a érigé un modeste mémorial à Yordan Geshev, qui se trouve dans la cour du lycée où il a étudié. La maison de l'auteur de romans historiques Yordan Valchev est également conservée, qui attend d'être transformée en musée du narrateur coloré. Dimitar Popov s'est retrouvé sans maison, il l'a vendue de son vivant il y a de nombreuses années, explique la municipalité.
Il y a des jours où il est intéressant pour un étranger de venir à Kula. Le premier est le jour de la Saint-Ivan à l'ancienne, lorsque les baigneurs quittent la ville. Ce sont des groupes de jeunes hommes, pour la plupart des célibataires, qui portent des chaudières à eau glacée et baignent les jeunes mariés pour la santé et la bonne fortune. La baignade est une coutume préservée de l'Antiquité à nos jours. Ces dernières années, le centre communautaire l'a montré dans des festivals, mais il est vivant et n'a aucune perspective de disparaître bientôt. Sa scène est les maisons des homonymes et les rues de la ville.
Un festival attrayant est organisé à Kula depuis deux ans - le seul en Bulgarie. Il est dédié au Kul "mixte". Son jour est la Saint-Jean, car c'est un mélange d'herbes que les habitants utilisent comme collation ou épice dans divers plats. Personne ne sait quand le mixte est apparu à Kula, mais c'est une invention locale, disent les grands-mères. Tout le monde fait le plein d'herbes et de plantes de jardin, qu'il mélange après séchage. Le sel, le poivron rouge et la sarriette doivent y être présents. Mais chaque ménagère ajoute selon sa recette du thym, du divisil, de l'aneth, du céleri, de l'origan, du fenugrec, des noix moulues, des grains de maïs. Personne ne publie sa recette, depuis deux ans lors de ce festival les femmes mesurent leur maîtrise par le goût, l'arôme et la couleur du snack. Ensuite, toute la ville se rassemble sur la place devant le centre communautaire, et les femmes et les boulangers apportent du pain frais. Un morceau de pain est saupoudré d'un mélange d'herbes et essayé. Un jury compétent détermine lequel est le plus agréable à manger. Les femmes plus âgées et les jeunes filles remportent la compétition. Lors du dernier festival, le championnat a été remporté par Natalia Markova et Maria-Nadezhda, 16 ans. Les Zevzets des villages voisins et plus éloignés sont également inclus dans la compétition pour la collation la plus épicée. L'année dernière, le prix a été décerné au maire du village de Sinagovtsi, municipalité de Vidin, Ivan Ivanov. Il y aura aussi un festival le jour de la Saint-Jean cette année.
Nous développons la ville non seulement pour les touristes, même si nous voulons en avoir plus, mais aussi pour nos habitants, a expliqué le maire Dr Vladimir Vladimirov. Nous voulons garder les jeunes, rester dans leur ville natale. Grâce aux fonds du programme de développement rural, 8 à 10 rues de la ville ont été asphaltées, les bâtiments publics, les routes vers les villages voisins et la frontière ont été rénovés. Dans le cadre d'un projet avec une municipalité serbe, la ville a acquis de nouvelles poubelles, des machines de ramassage des ordures et des machines à laver les rues. Encore une fois avec des fonds européens à Kula, un complexe sportif moderne avec piscine a été construit, ce que Vidin n'a pas encore. À côté de Kula, il y a deux barrages, connus des pêcheurs de toute la Bulgarie. Ce sont les barrages "Poletkovtsi", situés sur la rivière Chichilska et "Kula" - sur la rivière Topolovets.
C'est aujourd'hui Kula - la ville à partir de laquelle la Bulgarie commence. C'est une petite ville, tout le monde - du pays et de l'étranger, ne se rassemble que pour la foire, qui a lieu chaque mois d'août, mais ceux qui y sont restés vivent avec esprit et humeur. Nous allons bien ici, dit Kulchani. À l'écart des lieux bruyants, mais avec un parcours international, des sites de développement touristique et d'animation pour les jeunes et les enfants.

## Économie
Le développement économique de la commune de Kula suit les tendances régionales, en tenant compte des spécificités du territoire. Les principaux contributeurs au développement sont le secteur de l'agriculture, de la sylviculture et de la pêche et le secteur de l'industrie. Contrairement aux caractéristiques économiques nationales, le secteur des Services continue à apporter une contribution relativement faible au développement de l'économie locale. La principale concentration des affaires se trouve dans le centre municipal - Kula. Le rôle de la municipalité dans le développement de l'initiative économique locale est relativement limité, car le budget municipal est constitué principalement par la subvention de l'État. Son rôle plus actif et ses opportunités sont liées à la promotion des opportunités d'affaires, à l'établissement de zones de développement économique (y compris la préparation de plans d'urbanisme détaillés et la construction et l'entretien des infrastructures, etc.).

Les données montrent que l'activité entrepreneuriale globale est en déclin. Pour la période 2014-2018 (dernières données mises à jour de l'INS), le nombre d'entreprises enregistrées a diminué de 7,3 %, car à la fin de la période de référence, un total de 96 entreprises opèrent dans la commune. Cela représente près de 3,1% des entreprises enregistrées dans le district de Vidin. En termes structurels, il n'y a pas de changements significatifs par rapport à 2014. Les micro-entreprises (jusqu'à 9 salariés) et les petites entreprises prédominent, avec une part relative approximative de 98,7% du total. Les entreprises de taille moyenne occupent une part de près de 1,04 % de toutes les entreprises en exploitation dans la municipalité, sans grandes entreprises (avec un personnel de plus de 250 personnes).
Les micro et petites entreprises sont davantage orientées vers le marché local et leur développement est lié à la croissance de l'économie nationale, ainsi qu'aux revenus de la population et aux tendances de la consommation individuelle (privée). Ils se caractérisent par une compétitivité relativement faible, qui n'ont pas de planification à moyen ou long terme. Les entreprises de taille moyenne ont une part plus élevée des ventes à l'exportation et sont plus dépendantes des marchés étrangers.
Malgré la diminution du nombre d'entreprises enregistrées, le nombre d'employés est assez variable pour la plupart d'entre elles. Les données sur le nombre moyen d'employés2 dans une entreprise montrent une diminution de 6 % pour la période - de 4,7 personnes (2014) à 4,4 personnes dans une entreprise. Les principales raisons résident dans la réduction de la population valide et l'optimisation des principales productions.
Après la stabilisation progressive de l'économie après 2013, les données officielles montrent une tendance positive du développement de l'économie locale jusqu'en 2018, en termes de production, de revenu net et de recettes d'exportation.
La diminution des entreprises et du nombre d'employés dans les entreprises locales, combinée à la croissance de la production et du chiffre d'affaires net (CNP), suggère une augmentation de la valeur ajoutée et de la productivité du travail. La production pour 1 000 personnes a augmenté de près de 69% par rapport à 5 684,30 BGN. (2014) à 9 607,55 BGN en 2018. La croissance réalisée par les entreprises locales est supérieure de près de 29 points de pourcentage au taux de croissance moyen du district de Vidin.
La situation est similaire en ce qui concerne la productivité des employés. Il y a une augmentation de 67%, car la production produite par un employé s'élève à 82 602,35 BGN (2018) contre 49 393,37 BGN. en 2014. Cette valeur est près de 2,1 fois supérieure aux valeurs moyennes de production par salarié dans le quartier de Vidin.
Les données sur le développement de l'économie locale montrent que le taux de croissance est supérieur à la moyenne du district. Il est prévu que cette orientation positive se maintienne en 2019. Compte tenu des spécificités de l'économie locale, la crise provoquée par le coronavirus et les mesures restrictives prises début 2020 devraient avoir un impact négatif sur les entreprises locales, mais en général , l'économie locale sera moins touchée que les économies nationales et régionales.

## Agriculture
La superficie agricole totale de la commune est de 207 728 decares (74,2 % du territoire de la commune), dont 195 431 decares
(94,1 %). La tendance à la faible part des terres réellement utilisables, qui ne représentent que 58,5% du total des terres arables, se poursuit.
La majeure partie des terres agricoles est la propriété privée, car le fonds municipal est relativement limité. Par terres des colonies, la part relative des terres agricoles de la superficie totale des terres fluctue dans des limites étroites - de 66,3% (village Topolovets) à 77,0% (village Tsar Petrovo). Dans la plupart des terres des colonies, les terres agricoles représentent environ 70 à 72 % de la superficie totale des terres - 74,2 % en moyenne pour la municipalité.
Des conditions naturelles et climatiques favorables, une expérience de la production, la capacité à mécaniser de grandes surfaces permet le développement de le sous-secteur des cultures agricoles. Ces dernières années, la production céréalière s'est développée, portant principalement sur des céréales et des cultures fourragères (blé, orge, tournesol et maïs). Il y a une tendance à augmenter la superficie occupée par les cultures industrielles.
Les vivaces ont moins de développement dans le secteur agricole. Il s'agit principalement de vignes et de petits vergers.
L'élevage se développe dans le secteur privé, les pâturages occupant des surfaces relativement réduites. Les produits fabriqués ne sont pas orientés vers le marché.

## Installations d'irrigation
Sur le territoire de la municipalité de Kula se trouve le système d'irrigation "High Kul Fields" avec les principales sources d'eau - le barrage "Tower" et le barrage "Poletkovtsi". Dans la commune, 13 580 décares conviennent à l'irrigation et 12 532 décares sont impropres. Les installations hydro-amélioratrices sont en mauvais état technique - une partie a été pillée et l'autre - non entretenue et inutilisable.

## Des forêts
Brûlant
Les zones forestières occupent au total 20,2 % (56 675 décares) de la commune. Les enjeux actuels liés aux terres des territoires forestiers sont principalement liés à la prévention contre le braconnage, la protection des territoires protégés et la réalisation optimale de la ressource récréative. De plus, les zones forestières sont propices au développement des loisirs et au développement de formes spécifiques de tourisme.
Les principaux défis auxquels le secteur est confronté sont :
- Réduction de la population et dépeuplement rapide des petites agglomérations ;
- Réseau hydro-améliorateur détruit ou déprécié ;
- Manque d'entreprises de transformation dans l'industrie alimentaire pour utiliser des matières premières locales ;
- La plupart des exploitations d'élevage ne sont toujours pas orientées vers le marché ;

## Industrie
Les plus importantes sont les entreprises de l'industrie de transformation - principalement dans l'industrie chimique (caoutchouc) et l'industrie textile. La principale entreprise de la municipalité est la société bulgaro-néerlandaise RIS Rubber Bulgaria AD, qui fabrique des produits en caoutchouc. Il existe également plusieurs petites entreprises de type "micro" (avec du personnel jusqu'à 9 ans), qui sont dans l'industrie "Fabrication d'aliments, de boissons et de tabac".
Les entreprises locales du secteur de la construction sont pour la plupart de petite taille, axées sur les réparations, la reconstruction et la construction de logements.

## Secteur des services
Le secteur connaît un développement durable, mais sa contribution à l'économie locale est relativement limitée, la plupart des entreprises de la commune opérant dans ce secteur. Il s'agit principalement de micro et petites entreprises exerçant des activités économiques : « Commerce, réparation de véhicules automobiles et de motos » et « Transport, stockage et poste ».

## Population
La région du nord-ouest est la moins peuplée du pays, et en même temps elle est la plus touchée par les mouvements migratoires de la population à l'extérieur. Au total pour la région dans 18 communes la densité de population est inférieure à 20 habitants/km2, y compris la commune de Kula, où la densité est inférieure à 13 habitants/km2.
Selon les données de l'INS, la population de la municipalité au 31 décembre 2019 est de 3 538 personnes et, aux fins de l'analyse locale, a utilisé 3 596 personnes, ce qui correspond à la population annuelle moyenne pour 2019, et offre une opportunité plus précise par rapport aux périodes précédentes. .
Le tableau démographique de la municipalité montre une diminution critique de la population, qui diffère considérablement du taux de déclin au niveau national. Selon les conclusions tirées de l'IPR du NWR, les villes du 4e niveau hiérarchique, où se situe la ville de Kula, ont un potentiel démographique très faible.
Il y a une tendance extrêmement grave au déclin de la population, par rapport à 2000, le déclin était de 51,0%, et par rapport à 2010 - 26,39%. Ce processus de dépeuplement affecte à la fois la ville de Kula et les villages, où la réduction depuis le début du siècle est de près de 70 %. La situation géographique caractérisée par la périphéricité et l'accès limité (ou éloigné) aux autres régions du pays, ainsi que l'état peu enviable de l'économie locale et régionale sont parmi les principales conditions préalables au déclin démographique.
Cependant, le déclin démographique est bien plus fonction de la croissance négative observée des taux de natalité que de l'impact des migrations.
Selon les données 2012 - 2019, la population a diminué de 881 personnes en raison du faible taux de natalité (170 naissances vivantes) contre 1 051 décès. Seulement pour la dernière année observée - 2019, le taux de mortalité est de 31,15 , tandis que le taux de natalité est de 5,56 . Ce processus conduit à tous les effets induits liés au potentiel de développement économique, à la qualité et au volume des services publics rendus, aux opportunités de développement de la commune.
La migration est un autre problème affectant la démographie locale. Pour la période observée 2012-2019, la commune a perdu 196 habitants (données NSI), notant que quelle que soit la situation économique actuelle, la commune a installé 676 nouveaux habitants et laissé (expulsé) 872 personnes. La mesure dans laquelle la migration est interne (vers le centre régional ou la capitale) ou externe (à l'étranger) ne peut être évaluée faute de données, mais c'est un fait que la population diminue en raison de la délocalisation, bien qu'une partie non significative de la population de la commune.
En ce qui concerne le taux de natalité, il y a une tendance à augmenter l'âge des femmes en âge de procréer.
|           | 2002  | 2003  | 2004  | 2005  | 2006  | 2007  | 2008  | 2009  | 2010  | 2011  | 2012  | 2013  | 2014  | 2015  | 2016  | 2017  | 2018  | 2019  | 2020  |
| --------- | ----- | ----- | ----- | ----- | ----- | ----- | ----- | ----- | ----- | ----- | ----- | ----- | ----- | ----- | ----- | ----- | ----- | ----- | ----- |
|           | Total | Total | Total | Total | Total | Total | Total | Total | Total | Total | Total | Total | Total | Total | Total | Total | Total | Total | Total |
| résidents | 3869  | 3745  | 3665  | 3575  | 3544  | 3435  | 3369  | 3287  | 3220  | 3158  | 3097  | 3016  | 2930  | 2821  | 2720  | 2697  | 2618  | 2554  | 2463  |

## Infrastructures de santé
L'hôpital de la ville de Kula a été fermé en 2009.
https://bntnews.bg/bg/a/16127-bolnicata_v_gr_kula_pred_falit
L'infrastructure sanitaire de la commune (au 31.12.2019) est représentée par :
• Branche de Kula pour les soins médicaux d'urgence, qui dessert la population des communes de Kula, Boynitsa, Gramada et Makresh. Il est installé dans le bâtiment de l'ancien hôpital, et à l'initiative du ministère de la Santé la construction d'une nouvelle base est en cours, où l'agence sera déplacée.
• 3 Établissement médical de soins ambulatoires
• 1 laboratoire de diagnostic médical indépendant
L'effectif au 31.12.2020 est le suivant :
• Médecins - 3 pcs.
• Dentistes - 4 pièces.
• Médecins spécialistes en soins de santé - 10 pcs.
L'offre de spécialistes de santé locaux est mesurée par le taux de couverture de la population par le personnel médical.
En termes d'offre de spécialistes dentaires, la municipalité dépasse même les normes moyennes du pays et du district, tandis qu'en termes d'assurance avec des médecins, il existe une sérieuse différence entre le niveau du district et le niveau national, qui est causé par la taille de la municipalité et les structures médicales disponibles. Le fait que l'hôpital local ait été fermé il y a quelque temps dans le cadre de la restructuration du réseau d'hôpitaux au niveau national a entraîné une pénurie de personnel, de sorte que la population locale est dépendante du seul médecin traitant. Ces circonstances conduisent au fait que la population utilise les services de santé de la ville régionale, où il existe une opportunité pour une meilleure technologie et un meilleur personnel, et les résidents de la municipalité y utilisent des soins médicaux spécialisés.

## Éducation et culture
Le jardin d'enfants Zvanche et l'école primaire Vasil Levski fonctionnent dans la municipalité - tous deux dans la ville de Kula.

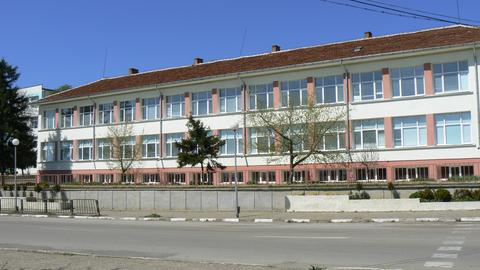

Selon les données d'Infostat - NSI, le nombre d'enfants à la maternelle pour l'année scolaire 2010/2011 était de 99, alors qu'en 2019/2020 il y en avait déjà 56 (avec une capacité de 75 places), soit plus de 43% de réduction du nombre des enfants fréquentant la maternelle.
Pour la période de 2000 Jusqu'à présent, 2 écoles de la municipalité ont été fermées, et maintenant il n'y a qu'un seul lycée dans la ville de Kula, où 143 enfants étudient, avec 509 enfants pour l'année scolaire 2000/2001 (pour les 3 écoles existantes à l'époque ).
Les efforts seront concentrés sur l'amélioration de la base matérielle et la fidélisation du personnel enseignant en augmentant la qualification, car pour l'année académique 2019/2020, les enseignants d'enfants employés étaient de 7 personnes, tandis qu'en 2010/2011 l'institution employait 10 personnes. L'école emploie maintenant 20 enseignants, tandis qu'au cours de l'année scolaire 2000/2001, un total de 34 enseignants étaient inclus dans le système éducatif.
Cependant, l'évolution démographique défavorable de ces dernières années et la tendance continue à la baisse du nombre d'étudiants devraient entraver le bon fonctionnement des deux institutions.
Des mesures de rénovation et de remplacement des menuiseries ont été mises en œuvre, mais il est nécessaire d'effectuer des travaux de réfection complets, couvrant l'ensemble du parc immobilier. L'école devrait prévoir les réparations dans la cour et le remplacement du système de chauffage à la maternelle.
Une opportunité pour la municipalité est l'utilisation du parc immobilier des écoles non fonctionnelles - l'école primaire et l'ancien pensionnat de la SPTU dans la ville de Kula, et les bâtiments scolaires dans les villages Topolovets et Tsar Petrovo. Ce sont des propriétés municipales, mais les tentatives de vente ont échoué, alors que la municipalité est chargée de les gérer. Il convient de rechercher des opportunités pour les adapter à des activités sociales ou à d'autres fins, compte tenu de la faible demande du marché.

## Infrastructures routières
Le réseau de transport de la municipalité comprend une route de deuxième classe II-14 Vidin - Kula - Vrashka Chuka - frontière avec la Serbie, d'une longueur totale de 41,8 km. La longueur de la section de la route, tombant sur le territoire de la municipalité de Kula, est d'environ 27 km. La route traverse le territoire de toute la commune dans le sens sud-ouest-nord-est et principalement pour les liaisons de la commune de Kula avec la commune de Vidin. La route II-14 atteint la frontière avec la République de Serbie, avec laquelle une connexion transfrontalière de transport et de communication est effectuée via le poste de contrôle frontalier de Vrashka Chuka. Cela fait de la route II-14 une importance régionale et internationale.
Un réseau de routes de troisième classe assure la connectivité avec les communes voisines :
- Route III-121 : « Inovo - Gradets - Perilovets - Shishentsi - Boynitsa - Kula, relie la commune avec la commune de Boynitsa ;
- Route III-141 : "Tour - Gramada - Sratsimir - /o.p. Vidin - Dimovo, mis en œuvre
- connexion de la municipalité de Kula avec la municipalité de Gramada, car il s'agit de l'accès de transport et de communication le plus court à la route nationale de première classe I-1 (E-79);
- ІІІ-1401: „/ Kula-Vrashka Chuka / - Kireevo - Rakovitsa - Podgore - Rayanovtsi - Oshane - Veshtitsa - Belogradchik, relie la municipalité à la municipalité de Makresh.

En plus des routes du réseau routier national, le système de voiries communales a une fonction intracommunale et relie les agglomérations de la commune :
- Route municipale ІV-14002/1 / + 14004 + 14002/3 / (VID1120) „/ ІІ-14, Vidin - Kula / - Tsar Petrovo - Topolovets - frontière municipale. (Kula - Vidin) - Ruptsi - o.p. Vidin ».
- Route municipale ІV- 14104 (VID1121) / ІІІ - 141, Kula - Gramada / - Poletkovtsi - Staropatitsa - Commune frontalière. (Kula - Makresh) - Rakovica / III - 1412 /
- Route communale IV-14002 (2) (VID2056) „VID1120, Druzhba - Ruptsi / - General Marinovo - Commune frontalière. (Vidin - Kula) - Tsar Petrovo / VID1120 /
- Route municipale ІV-12122 (VID2122) „/ ІІ - 14 / Kula - Golemanovo
- Route municipale ІV-14015 (VID2123) „/ ІІ - 14, Voynitsa - Kula / - Chichil
- Route municipale ІV-14016 (VID2124) "/ ІІ - 14, Kula - Vrashka Chuka / - Izvor mahala"
- Route municipale IV-M1 (VID2125) "/ III - 121, Boynitsa - Kula / - Maison pour personnes âgées à Kula"
- Route municipale ІV- 14103 (VID3126) "/ ІІІ - 141, Gramada - Kula / - Kosta Perchevo - / ІІІ - 141 /"

Important pour la municipalité et la région dans son ensemble est la route de première classe I-1 avec la frontière de route de la Roumanie - Vidin - Montana - Botevgrad - Sofia - Blagoevgrad - Kulata - frontière avec la Grèce (catégorisation européenne E79). La route forme le corridor du réseau principal RTE-T - "Orient / Méditerranée orientale".
La qualité des routes formant le réseau routier municipal est évaluée de satisfaisante à mauvaise, car il existe un certain nombre de tronçons routiers nécessitant une reconstruction et une réparation complètes ou partielles.

## Énergie
Le réseau d'approvisionnement en électricité construit couvre les besoins de la population et des entreprises existantes dans la municipalité, car toutes les agglomérations sont électrifiées, l'alimentation électrique de la population et des entreprises est assurée.

Energie dans la ville de Koula

La sous-station de distribution existante "Kula", à partir de laquelle une connexion 110 kV a été construite avec la sous-station "Zajecar" (République de Serbie), conduit à une qualité et une sécurité accrues de l'approvisionnement en électricité et permet de plus grandes opportunités de développement économique.
Les postes fonctionnent selon un mode d'exploitation général, et le plus souvent chacun d'eux est relié par des lignes électriques de 110 kV aux postes voisins dans d'autres communes. Si nécessaire, cela permet de passer en mode secours et assure la sécurité de l'alimentation.
Les capacités suivantes de production d'électricité à partir de sources d'énergie renouvelables ont été construites s
ur le territoire de la commune (selon les données du RTD du NWR) :
- Installations photovoltaïques - 3,98 MW de puissance
- Centrales bio - 1,5 MW de capacité
Ainsi, le facteur de densité est de 18,35 (capacité de capacité pour 1 000 km2), ce qui est supérieur à la valeur moyenne du district, mais inférieur à la moyenne nationale.
Le potentiel de développement sont les possibilités de mise en œuvre de systèmes de gestion intelligents dans les bâtiments, dans le cadre des mesures de modernisation, incl. et l'installation de capacités de production d'électricité et de chaleur pour ses propres besoins.

## Culture
Le patrimoine culturel et historique de la commune, y compris le patrimoine urbain et les repères naturels, ne doit pas être considéré seul, mais dans le cadre de leur partage avec la société. Cela passe par le développement du tourisme ou par la création d'un produit culturel spécifique.
La mesure dans laquelle la municipalité a le potentiel de développement indépendant du tourisme peut être jugée à la fois par les sites d'intérêt significatif et par l'infrastructure de services construite.
Les sites les plus importants de la commune pouvant susciter l'intérêt des visiteurs sont :
• Castra Martis
La forteresse fait partie des villes et forteresses romaines sur la voie romaine Tabula Peutingeriana, reliant le Bas-Danube à Rome via Montana (Municipio Montanensium), Belogradchik, Tour (Castra Martis), Vidin (Bononia) et le Danube Limes. La forteresse est située sur le versant sud escarpé au-dessus de la gorge de la rivière Voinishka au centre de Kula. Des recherches archéologiques ont montré que sur le même versant, avant la construction de la forteresse, il y avait une petite colonie thrace-romaine, qui existait depuis le 1er millénaire av. J.-C. Le site n'a été que partiellement étudié dans les années 1980 et seulement le long de la grande tour, des travaux de conservation ont été effectués et ont été exposés avec succès, avec la possibilité de voir et de visiter.
- Église "St.St. Pierre et Paul

Située au centre de Kula, l'église a été construite en 1864. , car l'iconographie et l'iconostase sont l'œuvre de représentants éminents de la Debar Art School.
- Héritage naturel

Il s'agit notamment des territoires des zones protégées et de la zone protégée "Vrashka Chuka", et leur exploitation est possible dans le respect des restrictions légales sur les activités dans les zones. Le repère naturel de la cascade "Petkov tserak" (une petite cascade avec une chute d'eau d'environ 10 m dans le pays du village de Topolovets) et la soi-disant. Les récifs coralliens près du village de Staropatitsa (un endroit où l'on a trouvé des coraux depuis la préhistoire) sont des sites plutôt complémentaires et pourraient difficilement avoir une valeur indépendante.
- Patrimoine urbain

Le musée historique, la maison-musée et la maison ethnographique décrits dans la section « Infrastructure culturelle » ont un faible potentiel touristique en tant que sites séparés.
- Anciens établissements, nécropoles et forteresses

Ils sont situés sur les terres des villages de Tsar Petrovo, Topolovets, Chichil, Staropatitsa. Bien que certains d'entre eux aient le statut de monuments culturels d'importance nationale, leur état et leur valeur architecturale et historique ne sont pas un préalable à leur implantation en tant que sites touristiques.
L'analyse montre que tous ces sites, à l'exception de Castra Martis (et potentiellement) sont d'importance locale, et n'ont pas le potentiel d'attirer des touristes de masse. Il faut donc rechercher des opportunités pour une bonne présentation de la forteresse, puis l'ajouter aux forfaits des voyagistes desservant la région de Vidin.
L'examen des lieux d'hébergement confirme le rôle insignifiant du tourisme dans la commune. Il y a un total de 4 unités d'hébergement classées, avec une capacité totale de 55 lits (20 chambres) :
- Maison d'hôtes "L&M" - Kula
- Maisons d'hôtes "Tsar Petrovo" - Tsar Petrovo
- Maison d'hôtes "Agnès" Staropatitsa
- Centre touristique de la ville de Kula - le centre est une propriété municipale, établi dans un bâtiment municipal rénové. Il dispose d'un sommier d'une capacité de 22 couchages.

Le volume des nuitées en hébergement est révélateur de l'importance du tourisme pour l'économie locale.

## Analyse SWOT
Le but de l'analyse SWOT est de formuler plus précisément les priorités et les objectifs de développement de la municipalité dans l'élaboration de la partie stratégique du Plan de développement intégré de la municipalité de Kula 2021-2027, ainsi que d'aider à déterminer le plan stratégique actuel. position et choisir une stratégie pour l'avenir. La tâche de l'analyse est de faire une sorte d'évaluation de la situation et une occasion de prendre des mesures correctives pour améliorer les secteurs individuels de la municipalité. Il existe des interrelations entre les éléments de l'analyse, qui révèlent le potentiel et les problèmes pour lesquels une solution doit être trouvée dans la prochaine période de programmation.
| Positif | Négatif |
| --- | --- |
| - Bon état des infrastructures éducatives, sociales et sportives de base ; - Agriculture bien développée, avec plusieurs producteurs leaders et établis ; - Le taux de croissance de l'économie locale est supérieur à la moyenne du district - Réduction des chômeurs de longue durée enregistrés - Planification active de la politique d'investissement (principalement avec des subventions et des subventions); | - Faible potentiel démographique, avec une population en déclin et vieillissante ; - Déclin du nombre d'institutions pour la fourniture de services publics - écoles, hôpitaux ou établissements existants à faible efficacité - sphère culturelle - Réseau d'adduction d'eau obsolète et déprécié, avec une part élevée de pertes d'eau, le manque d'installations de traitement et égouts dans toutes les agglomérations ; - Faible occupation des logements, en raison de produits culturels et touristiques manquants ou sous-développés ; |
| Opportunités | Des menaces |
| - Politique proactive au niveau européen, avec des opportunités de financement améliorées pour les zones en retard (telles que la portée, le type et le volume) ; - La proximité de la route internationale E-79 offre des possibilités d'accès rapide des personnes, des biens et des services à des points plus éloignés du pays, incl. la capitale; Activités d'amélioration de la qualification professionnelle de la population valide ; - Développement de Castra Martis en tant que site touristique d'importance régionale, et sa combinaison avec d'autres sites phares de la région. | - L'approfondissement des disparités régionales et le développement de pôles régionaux, sans affecter les territoires périphériques ; - Renforcement des flux migratoires et poursuite du déclin démographique ; - Emergence d'une crise économique mondiale, conséquence de la pandémie de Covid-19 ; - Manque de cohérence dans la mise en œuvre des politiques sectorielles nationales. - Changement climatique et risques associés, y compris la détérioration                                                                             |

## Galerie

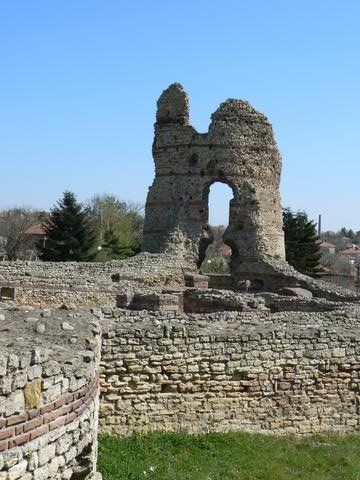
Restes de Castra Martis